# توم سبينس
توم سبينس (بالإنجليزية: Tom Spence)‏ (4 يناير 1962 في المملكة المتحدة - 28 أبريل 2012) هو مدرب كرة قدم ولاعب كرة قدم بريطاني في مركز الدفاع. لعب مع نادي كيلمارنوك ونادي كلايد ونادي إيست فيف ونادي ألوا أثليتيك ونادي ستيرلينغ ألبيون ونادي كاودينبيث لكرة القدم ونادي ألبيون روفرز ونادي كلايدبانك ‏.

## وصلات خارجية
- توم سبينس على موقع قاعدة بيانات كرة القدم.إي يو (الإنجليزية)